# Classified
Classified, pseudonimo di Luke Boyd (Enfield, 13 dicembre 1977), è un rapper e beatmaker di underground hip hop canadese.
Il suo album del 2005 intitolato Boy-Cott-In the Industry ha raggiunto la posizione numero 46 della SoundScan's Canadian R&B charts. I suoi singoli "The Maritimes", "5th Element" e "No Mistakes" sono stati tra i Top 20 per MuchMusic ed MTV Canada durante il 2005. Il videoclip di "No Mistakes" ha vinto il MMVA come MuchVibe Best Rap Video. Il suo undicesimo album, Hitch Hikin' Music, è stato pubblicato il 19 settembre 2006.

## Biografia
Dopo aver frequentato la Hants East Rural High School a Milford in Nuova Scozia, Classified ha perfezionato le proprie capacità ottenendo due anni più tardi un contratto discografico che gli ha permesso di produrre e pubblicare il suo nono album, Trial & Error che ha segnato il suo primo successo nazionale dopo la distribuzione dell'etichetta di Toronto Urbnet Records. Contenente collaborazioni di nuovi artisti della scena canadese come Eternia e DL Incognito, così come il navigato rapper Maestro, l'album è stato tra i dischi rap indipendenti più venduti nel 2004.
Il biennio 2003-2004 è stato campale per la carriera di Classified. Con il supporto di VideoFACT, l'artista canadese ha pubblicato due diverse versioni del video di “Just the Way It Is” and “Unexpected” . Classified ha inoltre continuato a registrare proprie produzioni unendo le forze con altri conosciuti emcee come a Choclair e Maestro. Ha inoltre lavorato con un artista della Columbia Records quale Royce Da 5'9", aprendo i concerti di Ludacris, Busta Rhymes, The Game and Black Moon.
Il decimo album di Classified, Boy-Cott-In The Industry, è stato l'apice della sua carriera, contenendo collaborazioni con Choclair, Royce Da 5'9", Jay Bizzy, J-Bru, Spesk K e Mic Boyd (quest'ultimo fratello minore del rapper). Dopo questo successo Classified ha pubblicato il suo undicesimo lavoro Hitch Hikin' Music giudicato dalla critica come uno dei suoi lavori più ricercati, sulla traccia "Fall From Paradise", Classified riflette sulla difficoltà di essere un rapper "attuale" e sulla volatilità del successo, mentre nel brano "All About U", featuring Chad Hatcher fa incontrare l'hip hop con il rock, lontano dalla cultura del bling-bling, Classified ricorda come la vita non sia ostentazione. Il resto dell'album include apparizioni di Jay Bizzy, Mic Boyd, Jordan Croucher, Preacher K, White Mic. Da questo undicesimo lavoro sono stati tratti quattro singoli: "Find Out" (che ha vinto l'East Coast Music Award 2007 per Best Rap/Hip-Hop Single), "Feelin' Fine Remix", "All About U" e "Hard To Be Hip Hop".

## Discografia

### Album studio
- 1995 – Time's Up
- 1996 – One Shot
- 1996 – What Happened
- 1997 – Information
- 1998 – Now Whut!
- 1999 – Touch of Class
- 2000 – Unpredictable
- 2001 – Union Dues
- 2003 – Trial & Error
- 2005 – Boy-Cott-In The Industry
- 2006 – Hitch Hikin' Music
- 2007 – While You Were Sleeping
- 2009 – Self Explanatory
- 2011 – Handshakes and Middle Fingers
- 2013 – Classified
- 2016 – Greatful
- 2018 – Tomorrow Could Be the Day Things Change

### Mixtape
- 2012 – The Joint Effort